# Olympische Sommerspiele 1928/Radsport

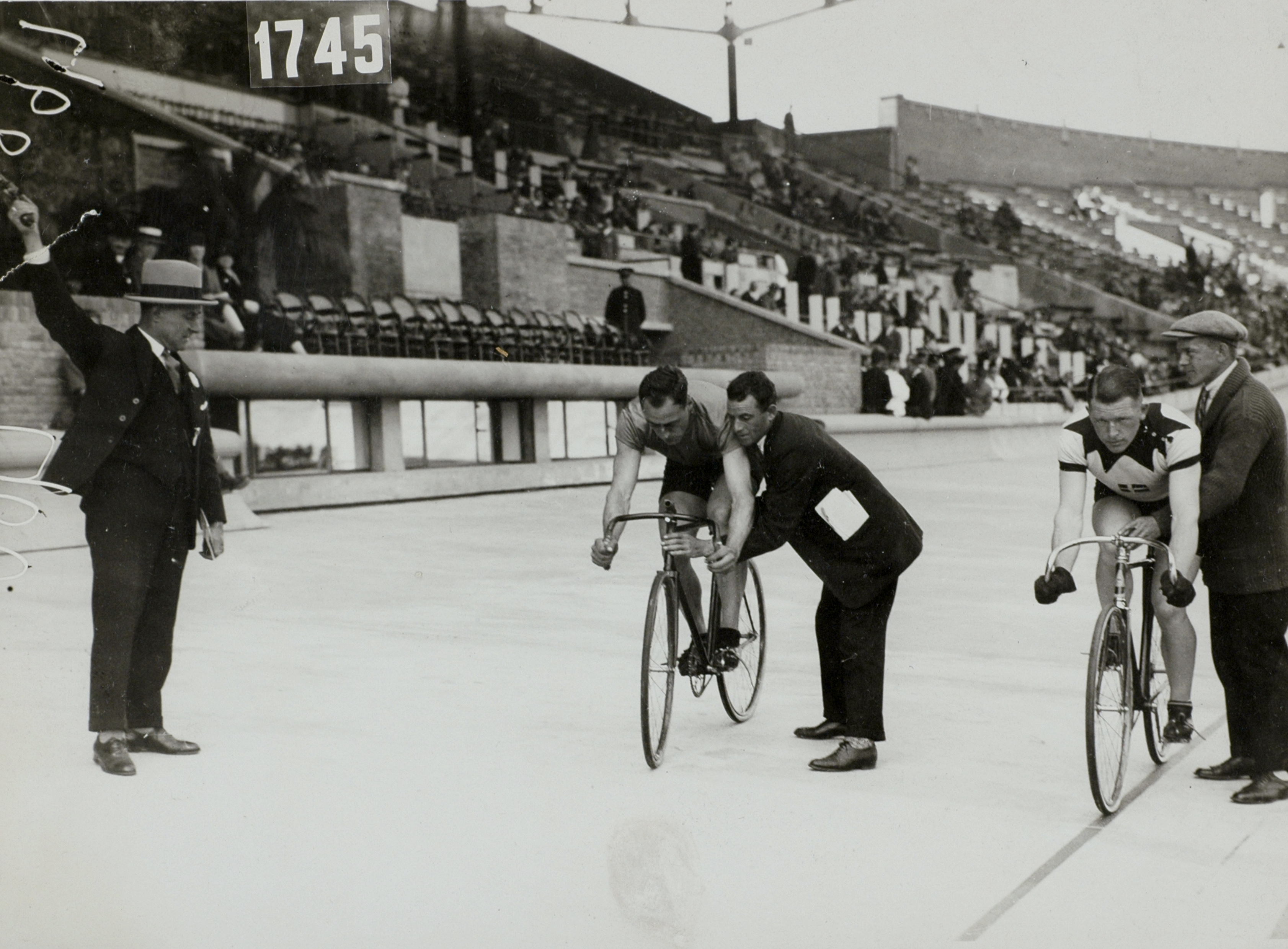
Der Niederländer Antoine Mazairac (links) und der Däne Willy Falck Hansen beim Start des Halbfinales

Bei den IX. Olympischen Spielen 1928 in Amsterdam wurden sechs Wettbewerbe im Radsport ausgetragen.

## Bahn

### Sprint
| Platz | Land | Athlet             | Zeit   |
| ----- | ---- | ------------------ | ------ |
| 1     | FRA  | Roger Beaufrand    | 13,2 s |
| 2     | NED  | Antoine Mazairac   | k. A.  |
| 3     | DEN  | Willy Falck Hansen | k. A.  |

### 1000 m Zeitfahren
| Platz | Land | Athlet                      | Zeit            |
| ----- | ---- | --------------------------- | --------------- |
| 1     | DEN  | Willy Falck Hansen          | 1:14,4 min (OR) |
| 2     | NED  | Gerard Bosch van Drakestein | 1:15,2 min      |
| 3     | AUS  | Edgar Gray                  | 1:15,6 min      |

### Tandem
| Platz | Land | Athleten                      |
| ----- | ---- | ----------------------------- |
| 1     | NED  | Daan van Dijk / Bernard Leene |
| 2     | GBR  | Ernest Chambers / John Sibbit |
| 3     | GER  | Hans Bernhardt / Karl Köther  |

### 4000 m Mannschaftsverfolgung

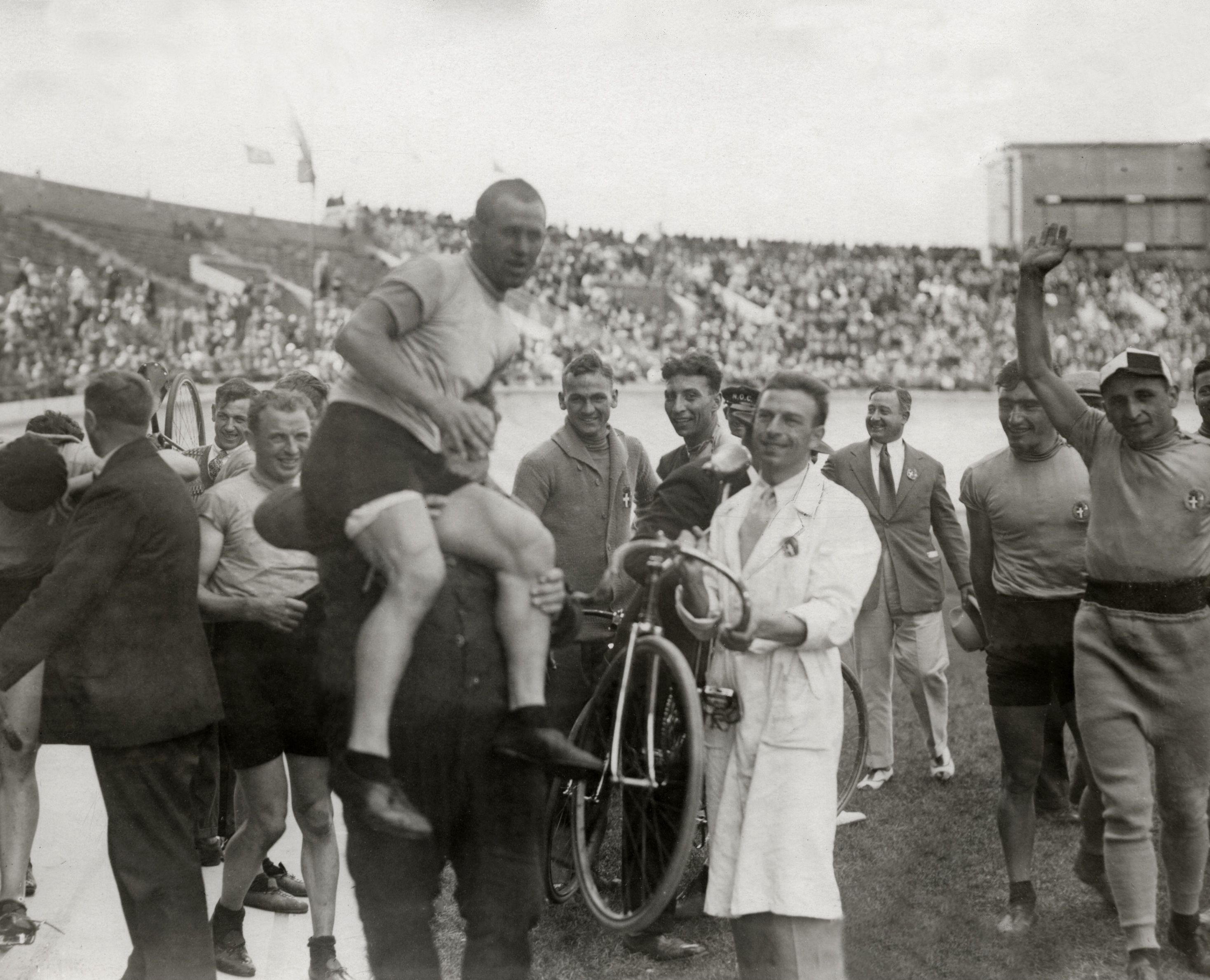
Die italienische Mannschaft nach ihrem Sieg

| Platz | Land | Athleten                                                      | Zeit       |
| ----- | ---- | ------------------------------------------------------------- | ---------- |
| 1     | ITA  | Giacomo Gaioni Cesare Facciani Mario Lusiani Luigi Tasselli   | 5:01,8 min |
| 2     | NED  | Janus Braspennincx Piet van der Horst Jan Maas Jan Pijnenburg | 5:06,2 min |
| 3     | GBR  | Monty Southall Harry Wyld Lew Wyld Percy Wyld                 | 5:02,4 min |

## Straße (168 km)

### Einzelwertung
| Platz | Land | Athlet         | Zeit      |
| ----- | ---- | -------------- | --------- |
| 1     | DEN  | Henry Hansen   | 4:47:18 h |
| 2     | GBR  | Frank Southall | 4:55:06 h |
| 3     | SWE  | Gösta Carlsson | 5:00,17 h |

### Mannschaftswertung
| Platz | Land | Athleten                                                      | Zeit       |
| ----- | ---- | ------------------------------------------------------------- | ---------- |
| 1     | DEN  | Henry Hansen Orla Jørgensen Leo Nielsen                       | 15:09:14 h |
| 2     | GBR  | Jack Lauterwasser John Middleton Frank Southall               | 15:14:49 h |
| 3     | SWE  | Gösta Carlsson Erik Jansson Hjalmar Pettersson Georg Johnsson | 15:27:49 h |